# Miagao
Miagao (también escrito Miag-ao) es un municipio filipino de primera categoría en la provincia de Iloílo, las Filipinas. 
Según el censo de 2010, tiene una población de 64.545 personas. Miagao está considerada como la "Capital de la cebolla de las Bisayas". Se ubica en la región de las Bisayas occidentales de las Filipinas, 40 kilómetros al suroeste de Iloílo. El centro urbano del municiio queda en la orilla occidental del río Tumagbok River, el más grande del municipio. La población está formada por ocho barangays.
La ciudad celebra fiesta patronal en honor de Tomás de Villanueva todos los 22 de septiembre, una fiesta que dura varios días. La ciudad también conserva una de las Iglesias barrocas de las Filipinas, la Iglesia de Sto. Tomás de Villanueva, inscrita como lugar Patrimonio de la Humanidad por la UNESCO. Sólo hay dos ciudades patrimonio de la Humanidad en Filipinas, y Miagao es una de ellas, la otra, la ciudad histórica de Vigan.

## Historia
El nombre de Miagao tiene muchas etimologías disputadas. Una de las más populares, y probablemente la versión más ampliamente aceptada, es que el nombre de la ciudad derivaba de una planta llamada Miagos. Miagos o Osmoxylon lineare es una planta con flor de la familia de las araliáceas que solía crecer abundantemente en la zona cuando llegaron los españoles. Debido a su abundancia en la zona, los españoles llamaron al lugar Miagos, que posteriormente derivaría en Miagao. Otra versión, según el reverendo Lorenzo Torres de Igbaras, es que a un nativo llamado Miyagaw los españoles le preguntaron el nombre del lugar pero en lugar de eso dio su propio nombre.

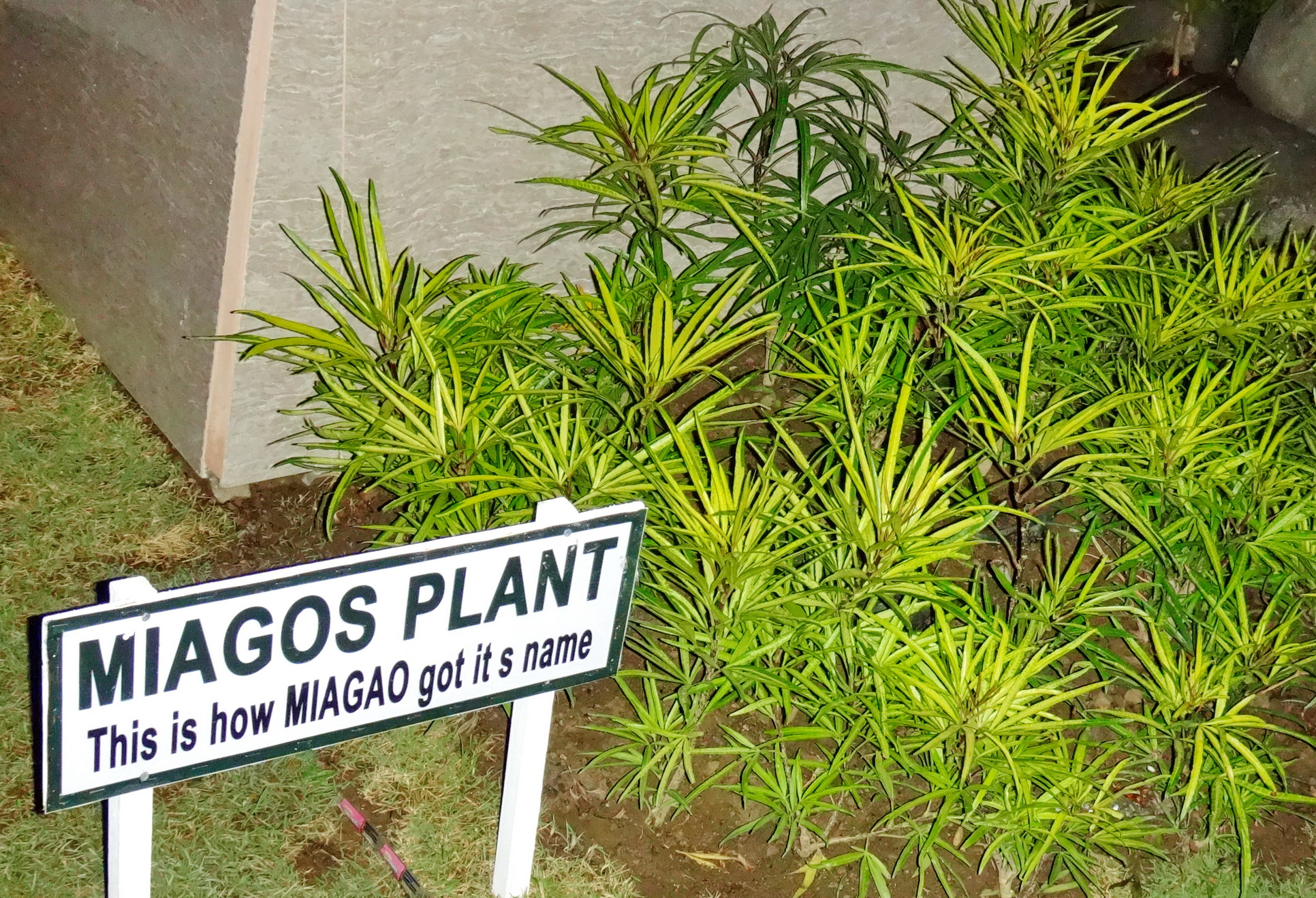
Una imagen de la planta miagos en el frente del Palacio Municipal de Miagao. Miagao derivaría su nombre de esta planta.

Miagao obtuvo su independencia como municipio en el año 1716. Antes de eso, solía ser una parte de un arrabal de cuatro diferentes ciudades en el Iloilo meridional. Hasta 1580, Miagao fue un arrabal de Oton. De 1580 hasta 1652, fue un arrabal de Tigbauan. Fue arrabal de Suaraga (hoy San Joaquín de Iloílo) desde 1652 hasta 1703 y antes de independizarse, se convirtió en arrabal de Guimbal desde 1703 hasta 1716. En 1731, Miagao tuvo su primer capitán y teniente mayor tras una elección realizada en Guimbal bajo la supervisión de Victorino C. Ma., un representante autorizado del gobernador.
El centro urbano de Miagao se encuentra en la cumbre de una colina que da al golfo de Panay. Esta remota ubicación de Miagao ayudó a la ciudad a defenderse de los frecuentes ataques de piratas moros en los siglos XVI a XIX que afectaron a muchas ciudades vecinas e hicieron que los centros urbanos se reubicaran hacia la ciudad de Iloilo. Así, Miagao y el término que la rodea crecieron sin problemas y con poca influencia exterior.

## Agricultura

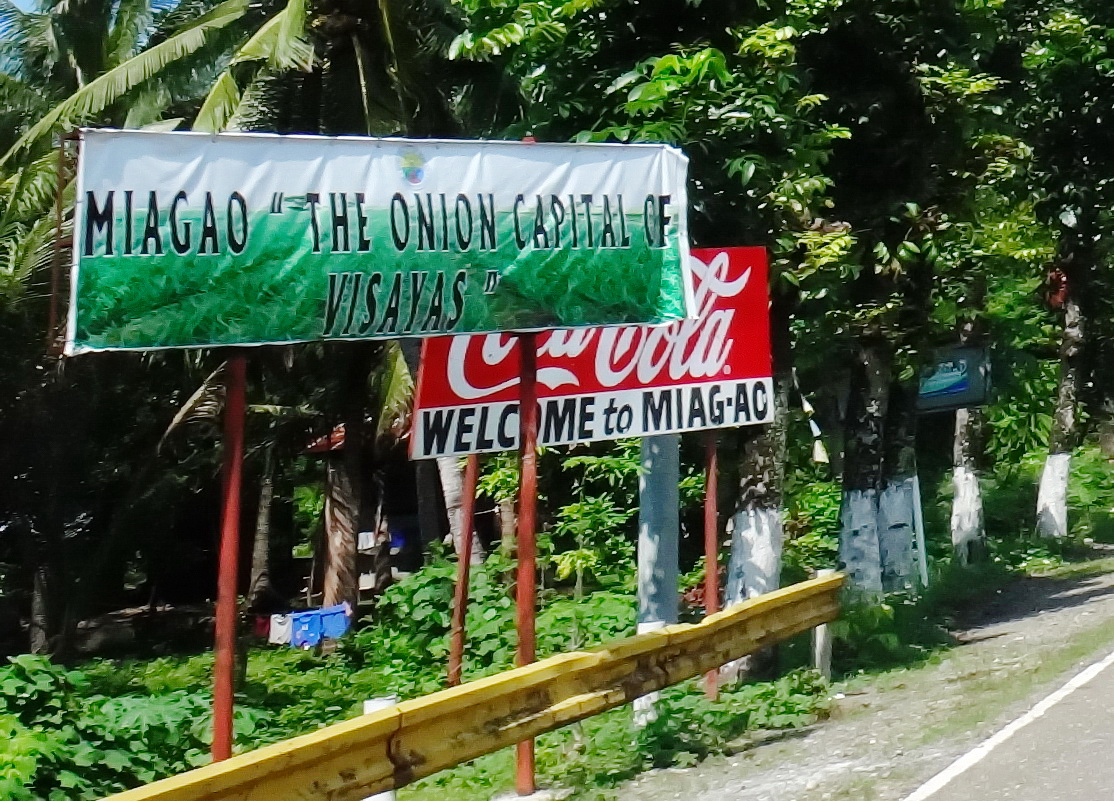
Una señal vial al entrar en el primer barangay (Barangay Calampitao) del municipio Miagao desde Iloílo.

El municipio de Miagao es en gran parte agrícola. Alrededor del 52% de la tierra municipal está clasificada como agrícola y alrededor del 40% de toda la superficie está plantada. La principal cosecha es el arroz, siendo el maíz la segunda. Miagao está considerada como la "Capital de la cebolla de las Bisayas" debido a que es el mayor productor de este bulbo no sólo en las Bisayas Occidentales sino en todas las Bisayas y es, de hecho, el mayor productor de cebollas de la parte centro y sur de Filipinas. Produce además berenjenas, cacahuetes, poroto chino, tomates, plantas de raíz y bambú.